# Malta na Letnich Igrzyskach Olimpijskich 2024
Malta na Letnich Igrzyskach Olimpijskich 2024 – występ kadry sportowców reprezentujących Maltę na igrzyskach olimpijskich, które odbyły się w Paryżu we Francji, w dniach 26 lipca – 11 sierpnia 2024.
Reprezentacja Malty liczyła pięcioro zawodników – dwie kobiety i trzech mężczyzn, którzy wystąpili w 4 dyscyplinach.
Był to osiemnasty start Malty na letnich igrzyskach olimpijskich.

## Reprezentanci

### Judo
| Zawodnik         | Konkurencja | 1/16               | 1/8              | Ćwierćfinał      | Półfinał         | Repasaże         | Finał / 3. miejsce | Finał / 3. miejsce | Źródła |
| Zawodnik         | Konkurencja | Przeciwnik Wynik   | Przeciwnik Wynik | Przeciwnik Wynik | Przeciwnik Wynik | Przeciwnik Wynik | Przeciwnik Wynik   | Pozycja            | Źródła |
| ---------------- | ----------- | ------------------ | ---------------- | ---------------- | ---------------- | ---------------- | ------------------ | ------------------ | ------ |
| Katryna Esposito | -48 kg (k)  | Baasanchüü P 00-10 | NQ               | NQ               | NQ               | NQ               | NQ                 | 17.                | [ 1 ]  |

### Lekkoatletyka
| Zawodnik     | Konkurencja       | Runda 1  | Runda 1 | Runda 2  | Runda 2 | Półfinał | Półfinał | Finał    | Finał   | Pozycja | Źródło |
| Zawodnik     | Konkurencja       | Rezultat | Pozycja | Rezultat | Pozycja | Rezultat | Pozycja  | Rezultat | Pozycja | Pozycja | Źródło |
| ------------ | ----------------- | -------- | ------- | -------- | ------- | -------- | -------- | -------- | ------- | ------- | ------ |
| Beppe Grillo | bieg na 100 m (m) | 10,69    | 24.     | NQ       | NQ      | NQ       | NQ       | NQ       | NQ      | 24.     | [ 2 ]  |

### Pływanie
| Zawodnik      | Konkurencja             | Eliminacje | Eliminacje | Półfinał | Półfinał | Finał | Finał | Źródło |
| Zawodnik      | Konkurencja             | Czas       | Poz.       | Czas     | Poz.     | Czas  | Poz.  | Źródło |
| ------------- | ----------------------- | ---------- | ---------- | -------- | -------- | ----- | ----- | ------ |
| Sasha Gatt    | 1500 m st. dowolnym (k) | 17:00,54   | 16.        | NQ       | NQ       | NQ    | NQ    | [ 3 ]  |
| Kyle Micallef | 50 m st. dowolnym (m)   | 22,89      | 41.        | NQ       | NQ       | NQ    | NQ    | [ 4 ]  |

### Strzelectwo
| Zawodnik          | Konkurencja | Kwalifikacje | Kwalifikacje | Półfinał | Półfinał | Finał | Finał   | Źródło |
| Zawodnik          | Konkurencja | Wynik        | Pozycja      | Wynik    | Pozycja  | Wynik | Pozycja | Źródło |
| ----------------- | ----------- | ------------ | ------------ | -------- | -------- | ----- | ------- | ------ |
| Gianluca Chetcuti | trap (m)    | 116 pkt.     | 29.          | NQ       | NQ       | NQ    | NQ      | [ 5 ]  |